# فرانچسکو آمانتینی
فرانچسکو آمانتینی (انگلیسی: Francesco Amantini؛ زادهٔ ۹ سپتامبر ۱۹۸۷) بازیکن فوتبال اهل ایتالیا است.